# La pastilla roja
La pastilla roja es un libro escrito por Alfredo Romeo y Juantomás García en el 2003. Se puede considerar como el primer libro sobre software libre en español. Algunos capítulos de este libro están publicados bajo la licencia Creative Commons. El prólogo fue escrito por Miguel de Icaza.

## Detalle
La pastilla roja pretende mostrar el porqué del software libre como la base ideal sobre la que construir nuestro futuro como sociedad. Se describen los fundamentos sobre los que se basa el software libre, la realidad del mismo y por qué su implantación es idónea para todo tipo de organizaciones. Se analiza la repercusión socioeconómica que tiene actualmente en la Administración Pública y la Educación. También las posibilidades concretas que las tecnologías libres ofrecen al conjunto de la Sociedad, especialmente el Plan España.es promovido por el Ministerio de Ciencia y Tecnología para el Desarrollo de la Sociedad del Conocimiento.
Se revisan los modelos de negocio de las empresas que ofrecen servicios sobre tecnologías libres y el mercado español existente. Se analiza, por otra parte, el posicionamiento de los diferentes tipos de empresa que proponen servicios sobre software libre (multinacionales, canal y consultoras independientes), además de las diferentes oportunidades de negocio existentes, como la liberación de programas informáticos bajo licencias libres. Además se muestra la situación global en la cual se encuentra el software libre y cómo diferentes agentes intentan monopolizar el conocimiento y la infraestructura (Amenazas al Patrimonio Común de Innovación). A través de un análisis de Debilidades, Amenazas, Fortalezas y Oportunidades, veremos la situación actual y la posible evolución que tiene el software libre, recogiendo las diferentes tendencias que se antojan en la tecnología como la comoditización de la infraestructura básica, la evolución hacia los personal fabricators o la unificación de estándares abiertos y libres para uso en la sociedad.
Por último, se ofrecen posibilidades de actuaciones concretas a todo tipo de colectivos y las ventajas que la implantación y utilización de software libre traería. Entre ellos encontramos a los empresarios, dueños de pymes, directores de tecnología, directores de sistemas, empresas de software propietario, políticos, funcionarios públicos, rectores de Universidad, dirigentes de colectivos, asociaciones, fundaciones, federaciones, colegios profesionales, estudiantes de tecnologías, de Humanidades, de Periodismo, etc.